# Tanhaçu
Tanhaçu é um município brasileiro do estado da Bahia. 
Sua população, de acordo com o Censo 2022 do Instituto Brasileiro de Geografia e Estatística (IBGE), é de 21 006 habitantes.
O território é formado pela sede do município, onde está localizada a prefeitura, e dois distritos, Sussuarana e Ourives.

## Demografia
A população do município de Tanhaçu (BA) chegou a 21.006 pessoas no Censo de 2022, o que indica um crescimento populacional em comparação com o Censo de 2010. No ranking de população dos municípios, Tanhaçu está na 148ª colocação no estado; na 561ª colocação na região Nordeste, e na 1.635ª colocação no Brasil.

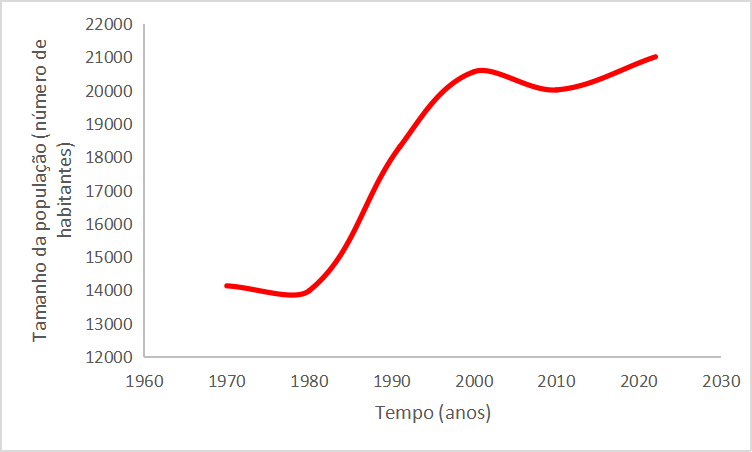
População residente do município de Tanhaçu - BA de acordo com os censos do IBGE -Brasil

| Ano  | População | Taxa de crescimento |
| 1970 | 14132h    | -0,10%              |
| 1980 | 13987     | 2,81%               |
| 1991 | 18310     | 1,36%               |
| 2000 | 20559     | -0,27%              |
| 2010 | 20013     | 0,41%               |
| 2022 | 21006     |                     |

## Eventos
A mais tradicional festividade é a festa junina. O carnaval fora de época ocorre uma vez no ano por organizadores particulares. Como a cidade não realiza a festa oficial de carnaval, em lembrança desta, realiza-se passeios com desfile de blocos e trios elétricos.
No dia 13 de junho é realizada a festa de Santo Antônio, no povoado de Ourives. As datas principais da festa de São João, são realizadas entre os dias 20 a 25 de junho, quando ocorre a festa da cerveja (beer fest) e os festejos tradicionais, como a queima de fogueiras e de fogos de artifícios, quadrilha das loucas; posteriormente é realizado os festejos de São Pedro no distrito de Suçuarana, entre 29 a 30 de junho.